# 拉古纳塞卡赛道
卫士泰克拉古納塞卡赛道（WeatherTech Raceway Laguna Seca）(以前稱為马自达拉古納塞卡賽道)是在美國加州中部的一個賽車場。建於西元1957年，位處近美國加州的薩利納斯與蒙特利，賽道同時使用於賽車和摩托車競賽。
此賽道長2.238英里（3.602），海拔高度變化180英尺（55）。右列賽道圖卡以圓圈標誌特別標示11個轉彎彎道、下坡突進式的“開瓶器”彎道標示於標誌8與8A。賽道上舉辦各種賽車、展覽和娛樂活動，包括超級卡丁車賽(superkarts)、跑車賽、音樂節等。
拉古納塞卡（Laguna Seca）這個名字是「乾潟湖」的西班牙語；賽道現所在的地域曾經是一個湖泊，同時是建造賽道於乾涸的湖床周圍。賽道重新建置後，增加了兩個人工池塘。

## 歷史

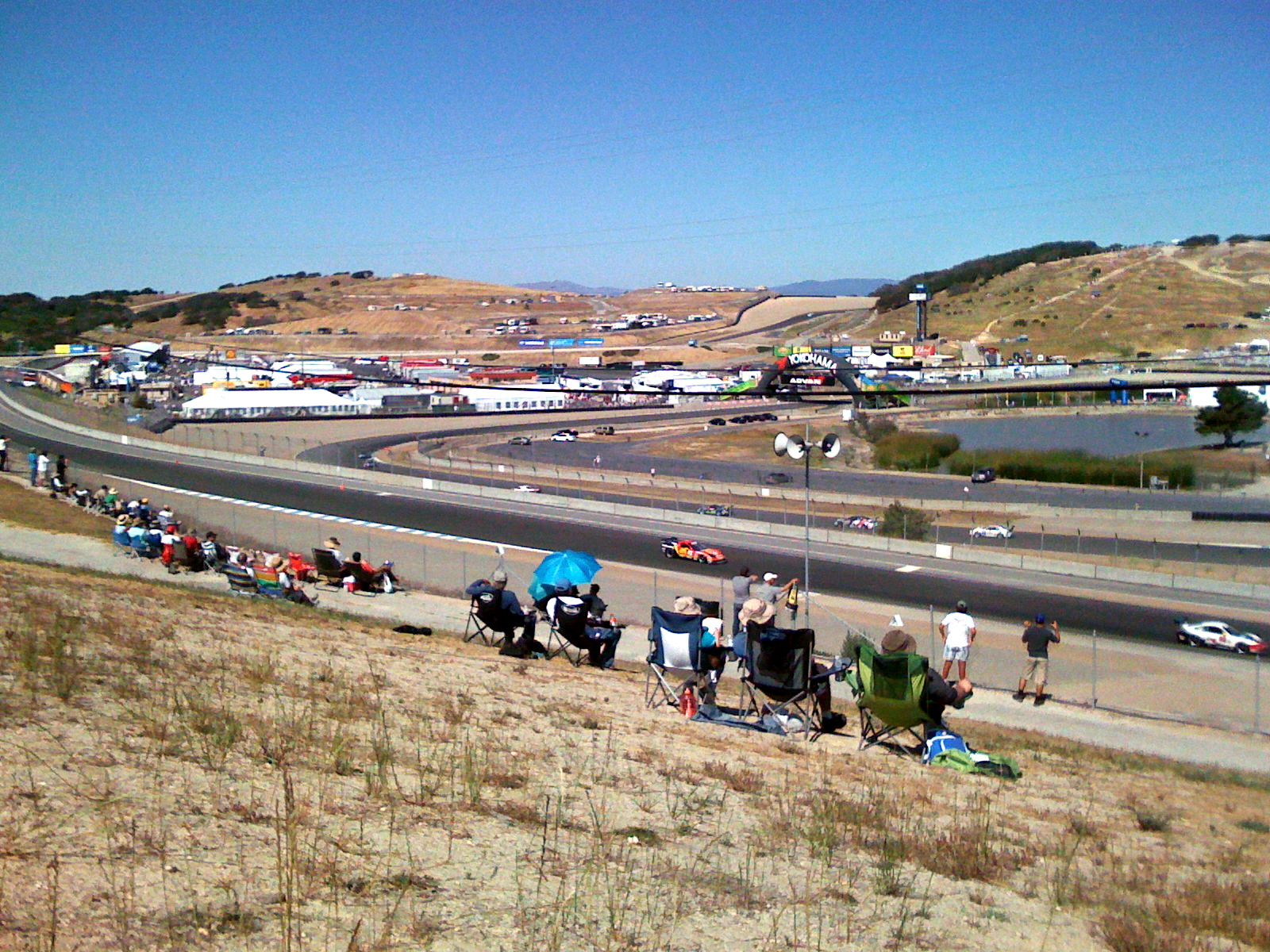
從1號和2號彎道之間的拉古納塞卡賽道

當地最早隨著附近的拉古納塞卡牧場的建立，在西元1867年開始開發，該牧場進行放牧及馬術的用途連續營運了140年。
拉古納塞卡賽道建於西元1957年，當時附近的圓石灘公路賽由於過於危險而被遺棄，因此從當地企業和個人籌集了150萬美元，在美國陸軍的奧德堡.（一個機動區域和野戰砲兵射程範圍）部份土地上建成。自西元1974年以來，該資產屬於蒙特利.公園部門，並繼續成為公園系統的一部分。

## 賽車
每年的重大活動包括印第賽車系列賽的蒙特利大獎賽，IMSA的蒙特利跑車錦標賽，環美MotoAmerica錦標賽和蒙特利歷史賽事的經典賽車。

## 外部鏈結
- WeatherTech賽道拉古納塞卡 官方網站
- 海獺經典 （页面存档备份，存于）
- Trackpedia 拉古納塞卡指南
- 西元1959年 Steve McQueen 參加拉古納塞卡比賽 （页面存档备份，存于）
- 拉古納塞卡 - 回顧 （页面存档备份，存于）
- 西元1963年的賽道地圖 （页面存档备份，存于）